# 重金敦之
重金 敦之（しげかね あつゆき、1939年(昭和14年)4月18日 - ）は、日本のエッセイスト、食味評論家。

## 人物・来歴
東京生まれ。東京都立戸山高等学校を経て、慶應義塾大学法学部政治学科卒業。朝日新聞社に入り、編集委員、常磐大学人間科学部教授（ジャーナリズム論）を経て、文芸ジャーナリスト。「週刊朝日」在籍中に池波正太郎、松本清張、結城昌治、渡辺淳一といった作家たちの担当編集者を務めた。食や酒に関する随筆を主に手がける。

## 著書
- 『ミツバチの旅』長谷忠彦写真 朝日新聞社、1970
- 『気分はいつも食前酒』朝日新聞社、1987、集英社文庫 1997
- 『メニューの余白』講談社、1993、講談社文庫 1998
- 『ソムリエ世界一の秘密 田崎真也物語』朝日新聞社、1995、「ソムリエ世界一 田崎真也物語」中公文庫 1998
- 『利き酒入門』講談社現代新書、1998
- 『銀座八丁舌の寄り道』TBSブリタニカ、1998
- 『食の名文家たち』文藝春秋、1999
- 『舌の向くまま』講談社、2000
- 『池波正太郎劇場』新潮新書、2006
- 『小説仕事人・池波正太郎』朝日新聞出版、2009
- 『すし屋の常識・非常識』朝日新書、2009
- 『美味は別腹』ランダムハウス講談社、2009
- 『作家の食と酒と』左右社、2010
- 『編集者の食と酒と』左右社、2011
- 『愚者の説法賢者のぼやき』左右社、2012
- 『食彩の文学事典』講談社、2014
- 『ほろ酔い文学事典　作家が描いた酒の情景』朝日新書、2014
- 『淳ちゃん先生のこと』左右社、2018
- 『落語の行間 日本語の了見』左右社、2020

### 共著・編
- 石山透脚本『新八犬伝』ノベライズ　日本放送出版協会、1974-75
- 『美味探求の本』編 有楽出版社、2000
- 『美味探求の本 世界編』編 有楽出版社、2001
- 『飲むほどに酔うほどに 愛酒家に捧げる本』編 有楽出版社、2002
- 『池波正太郎が残したかった「風景」』新潮社 とんぼの本、2002
- 『池波正太郎と歩く京都』新潮社 とんぼの本、2010
- 野崎洋光『池波正太郎の江戸料理を食べる』朝日新聞出版、2012

## 参考
- 新潮社
- オンとオフの真ん真ん中　左右社
- 『文藝年鑑』2010年